# 101 Tauri
101 Tauri är en gulvit stjärna i huvudserien i Oxens stjärnbild.
101 Tau har visuell magnitud +6,75 och befinner sig på ett avstånd av ungefär 135 ljusår.